# Zygodon roccatii
Zygodon roccatii är en bladmossart som beskrevs av Negri 1908. Zygodon roccatii ingår i släktet ärgmossor, och familjen Orthotrichaceae. Inga underarter finns listade i Catalogue of Life.